# Anne Talvaz
Anne Talvaz est une poète et traductrice née à Bruxelles en 1963.
Elle a vécu plusieurs années en Chine et au Brésil. Actuellement, elle vit à Paris.
"Ne revendique aucune appartenance à un courant littéraire, quel qu’il soit ; aurait tendance à se laisser guider par l’inspiration du moment ; s’efforce de rester ouverte à tous les thèmes ainsi qu’à toutes les formes. Plus orientée vers la poésie, mais disposée à s’essayer à d’autres genres lorsque l’occasion (c’est-à-dire un sujet) se présente." 

## Œuvres
- Le Rouge-gorge américain, La main courante, 1997
- Imagines, France, Farrago, 2002, 66 p. (ISBN 978-2-84490-097-5)
- Entre deux mers, Montpellier, France, Librairie Sauramps, 2003
- Ce que nous sommes, Chambéry, France, Éditions L'Act Mem, 2008, 126 p. (ISBN 978-2-35513-060-1)
- Panaches de mer, lithophytes & coquilles, Chambéry, France, Éditions L'Act Mem, 2006, 76 p. (ISBN 978-2-87661-366-9)
- Un départ annoncé : trois années en Chine, Chambéry, France, Éditions L'Act Mem, 2010, 128 p. (ISBN 978-2-35513-054-0)
- Confessions d'une Joconde, suivi de Pourquoi le Minotaure est triste, Chambéry, France, Éditions L'Act Mem, 2010, 96 p. (ISBN 978-2-35513-059-5)

### Traductions
- Autoportrait dans un miroir convexe, de John Ashbery, éd. La Feugraie, 2005
- Secouer la citrouille : Poésies traditionnelles des Indiens d'Amérique du Nord, de Jerome Rothenberg, éd.  Presses Universitaires de Rouen et du Havre, 2016,